# Phtheochroa retextana
Phtheochroa retextana es una especie de polilla de la familia Tortricidae. Se encuentra en el Cáucaso, República de Daguestán y Asia Central.
El envergadura es de aproximadamente 18 mm.